# استانیسواف باریا
استانیسواف سیلوستر باریا (لهستانی: Stanisław Sylwester Bareja؛ ‏ ۵ دسامبر ۱۹۲۹ – ۱۴ ژوئن ۱۹۸۷) فیلم‌ساز، بازیگر و کمدین اهل لهستان بود.
از فیلم‌ها یا برنامه‌های تلویزیونی که وی در آن نقش داشته‌است، می‌توان به رانندگان جایگزین، طرح‌واره‌های زغالی، سرگذشتی با یک ترانه، ازدواج مصلحتی، ازدواج مصلحتی، وقتی منو بگیری باهام چکار می‌کنی؟، مرد بی‌نهایت آرام، خیابان فرعی ۴، عقاب و تدی خرسه اشاره کرد.